# Arno Verschueren
Pour les articles homonymes, voir Verschueren.
Arno Verschueren, né le 8 avril 1997 à Lierre en Belgique, est un footballeur belge qui joue au poste de milieu de terrain au FC Twente.

## Biographie

### En club
Né à Lierre en Belgique, Arno Verschueren est formé par le KVC Westerlo. Il joue son premier match en professionnel le 9 août 2014, face au Sportkring Beveren.
Le 19 janvier 2022, il rejoint le Sparta Rotterdam aux Pays-Bas jusqu'à l'été 2025 et il déménage à FC Twente avec un contrat de trois ans et demi.